# Rudolf Krupička
Rudolf Krupička (4. prosince 1879, Starkoč u Čáslavi – 20. října 1951, Kutná Hora) byl český dekadentní básník a dramatik z okruhu časopisu Moderní revue.

## Život
Narodil se ve Starkoči. Jeho rodiče měli sušárnu čekanky nedaleko Starkoče v Bučicích. Rodina záhy přesídlila do Kutné Hory, kde vlastnili octárnu. Rudolf Krupička vystudoval nižší reálku v Kutné Hoře (1891–1895) a obchodní akademii v Praze (maturoval v roce 1898). Po maturitě nastoupil do podniku svých rodičů. V letech 1910–1914 jezdil jako obchodní zástupce firmy do Berlína. Léta 1915–1916 strávil v armádě. Potom pracoval jako úředník v rodinné octárně až do jejího znárodnění.
V Krupičkově rodině se rovněž amatérsky muzicírovalo. Krupička s přáteli (Krupička, Volek, Chmelík, Sula) pořádali v letech 1900–1914 přednášky, ochotnická představení a koncerty v okolí Kutné Hory, v Polabí a Posázaví.

## Spisy

### Básně
- Zlatá kotva, Praha, František Borový, 1918
- Práh srdce, Praha, Knihovna, 1920
- První láska, Královské Vinohrady, Ludvík Bradáč, 1922
  - 2. vydání: Jan Otto, 1941
- Láska za lásku, Praha, Umělecká beseda, 1927
- Skřivánčí píseň, Praha, A. Fiřt, 1940 (bibliofilie)
- Maminka, Praha, Svatopluk Klír, 1948

### Dramata
- Velký stil, Moderní revue, 1915 – expresionistická groteska, zesměšňující maloměšťáctví, premiéra: 22. srpen 1918, Městské divadlo Vinohradské
  - další vydání KDA, svazek 153, Praha, Kamilla Neumannová, 1918
- Vršovci, Praha, Moderní revue, 1919 – historické drama ve verších, premiéra: 25. duben 1919, Národní divadlo [3]
- Nový Majestát – pamflet na socialistickou vládu a třídní politiku, psáno: 1922, vyšlo: Moderní revue 1923, premiéra: 30. duben 1925, Švandovo divadlo (hra byla údajně z politických důvodů odmítnuta v Národním divadle [4])

### Další práce
- Hlas, pásmo z díla Josefa Kajetána Tyla k otevření Tylova divadla v Kutné Hoře, 1933

- Vlast, výjev na paměť padlých za svobodu národa, Praha, časopis Legie, 1936
- Na život a na smrt, vzpomínkové pásmo ze života Karla Havlíčka Borovského, Kutná Hora, Společný výbor pro Havlíčkovy oslavy za podpory obecní komise pro cizinecký ruch, 1936

## Zajímavosti
- Je po něm pojmenována ulice v Kutné Hoře (mezi ulicemi Štefánikova a Na Náměti)
- Podle Krupičkovy básně je pojmenován kutnohorský časopis Krásné město (založen 1938)